# Peter Harris
Peter Harris (San Antonio de la Florida 1951) supuesto escritor estadounidense. En realidad es un alias. Tras éste se encuentra el historiador José Calvo Poyato.
Según la web que se creó para la difusión del libro El enigma Vivaldi, como propaganda viral, Peter Harris cursó estudios de arqueología y sociología en UCLA. En su formación, se supone, pesan fuertes raíces españolas por parte de su abuela materna.
Siempre, como suposición, actualmente vive en la costa del Sol, pero por razones profesionales pasa temporadas en Italia, relacionadas con la Santa Sede y su actividad como traductor e investigador de los archivos vaticanos.
La supuesta biografía de Peter Harris sostiene que estuvo a punto de ordenarse presbítero en la Iglesia católica, pero su vocación literaria le impidió una dedicación suficiente a los menesteres del sacerdocio.
Su principal obra es El enigma Vivaldi, Best Seller 2005. Otra de sus obras, El secreto del pectoral del juicio, es un relato de tres capítulos en formato SMS y está ligado a la obra La conspiración del templo.

## Obra
- El enigma Vivaldi (2005)
- La conspiración del templo (2006)
- El Círculo Octogonus (2007)
- La Serpiente Roja (2008)
- El Secreto del Peregrino (2010)
- El mensajero del Apocalipsis (2012)
- El pintor maldito (2013)
- Operación Félix (2014)

- Datos: Q2883209